# Rouleau enluminé des gardes impériaux
Le Rouleau enluminé des gardes impériaux ou Rouleau enluminé de la cavalerie de la garde impériale (随身庭騎絵巻, Zuijin teiki emaki ou Zuishin teiki emaki) était un emaki datant de l’époque de Kamakura. Probablement réalisé vers 1247, il présente neuf portraits équestres de gardes impériaux dans le style nise-e. L’œuvre est classé parmi les trésors nationaux du Japon qui regroupent les biens les plus exceptionnels du patrimoine culturel japonais.

## Contexte artistique: l’art desemaki
Apparu au Japon vers le VIe siècle grâce aux échanges avec l’Empire chinois, l’art de l’emaki se diffusa largement auprès de l’aristocratie à l’époque de Heian. Un emaki se compose d’un ou plusieurs longs rouleaux de papier narrant une histoire au moyen de textes et de peintures de style yamato-e. Le lecteur découvre le récit en déroulant progressivement les rouleaux avec une main tout en le ré-enroulant avec l’autre main, de droite à gauche (selon le sens d’écriture du japonais), de sorte que seule une portion de texte ou d’image d’une soixantaine de centimètres est visible. La narration suppose un enchaînement de scènes dont le rythme, la composition et les transitions relèvent entièrement de la sensibilité et de la technique de l’artiste. Les thèmes des récits étaient très variés : illustrations de romans, de chroniques historiques, de textes religieux, de biographies de personnages célèbres, d’anecdotes humoristiques ou fantastiques…
L’époque de Kamakura (1185–1333), dont l’avènement suivit une période de troubles politiques et de guerres civiles, fut marquée par l’arrivée au pouvoir de la classe des guerriers (les samouraïs). La production artistique y était très soutenue, explorant des thèmes et techniques plus variés encore qu’auparavant, signalant l’« âge d’or » de l’emaki (XIIe et XIIIe siècles).

## Description

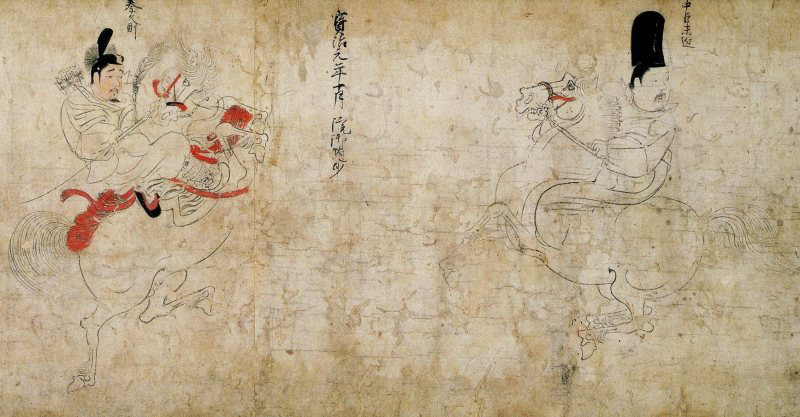
Le troisième et quatrième garde. La différence d’époque entre des deux gardes (respectivement la seconde moitié du XIIe siècle et le milieu du XIIIe siècle) se voient bien dans les vêtements.

L’emaki se compose d’un rouleau de papier sur lequel est peinte une série de neuf portraits équestres représentant des gardes impériaux en poste auprès de l’empereur retiré. Le nom de chaque garde est inscrit à proximité de son portrait, de droite à gauche (sens de lecture japonais) : Hata Kanekiyo, Hata Kanetō, Nakatomi Suechika, Hata Hisanori, Hata Kanetoshi, Hata Kanmi, Hata Yorikata, Hata Hisayori et Hata Hirokata. 
Les trois premiers gardes étaient actifs aux alentours de 1152-1180 durant l’époque de Heian, tandis que les six derniers, peints par ordre d’importance, étaient en fonction en 1247 durant l’époque de Kamakura, comme révélé par l’inscription verticale présente avant ce groupe. Cette différence d’époque est fidèlement retranscrite dans l’équipement et les vêtements des gardes : les trois premiers gardes sont vêtus du costume traditionnel nommé suikan et portent le tate-eboshi, un haut chapeau noir. Les sept gardes suivants portent eux le kare-ginu moins ample que le suikan et dont le pantalon est maintenu à l’intérieur de lourdes bottes sous le genou, ainsi qu'un carquois rempli de flèches dans le dos.

## Création et historique

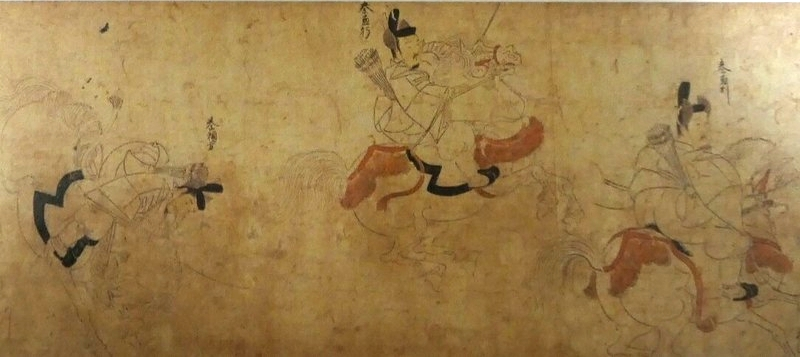
Cinquième, sixième et septième portrait.

Comme dit plus haut, une inscription située avant le quatrième garde mentionne la date d’octobre 1247, si bien que l’emaki a pu être réalisé à cette date, ou à une date proche,. Une hypothèse répandue parmi les historiens de l’art attribue l’œuvre à Fujiwara no Nobuzane (né vers 1176 et mort vers 1266), un peintre de renom grandement apprécié pour ses portraits,, peut-être avec l’aide de son fils Sen-amida-butsu pour les deux derniers portraits dont le rendu diffère significativement des autres gardes. Il n’existe cependant aucune certitude quant à ces attributions ; le trait variant au travers des portraits, l’œuvre a pu être réalisée par plusieurs artistes, ou bien par un seul ayant fait évoluer son style.
L’histoire du rouleau reste largement inconnue jusqu’au XVIIe siècle, où une entrée du Sumiyoshi-ke Kantei-hikae révèle qu’il est en 1731 une possession du clan Tokugawa, alors maître du Japon. Il est de nos jours entreposé au musée d'art d'Okura à Tokyo,,.

## Style
Les portraits sont parfaitement représentatifs du nise-e né à la fin du XIIe siècle, un courant de la peinture yamato-e qui peut se définir comme l’art du portrait réaliste à l’époque de Kamakura. Le nise-e s’inscrit dans la recherche de réalisme dans la peinture initiée à cette époque, en opposition aux mouvements picturaux plus anciens où les visages sont stylisés ou idéalisés, sans recherche d’authenticité,.
Le rendu des neuf portraits repose essentiellement sur de fines lignes noires tracées à l’encre de Chine, la couleur se limitant à des touches discrètes pour les visages et les harnais des chevaux,,,. La technique picturale se rattache donc au hakubyō populaire à l’époque de Kamakura : le dessin monochrome à l’encre sur papier nu. L’exécution varie cependant au sein de la série. Les trois premiers portraits présentent des gardes de la seconde moitié du XIIe siècle : le trait y est très libre et expressif, sans grand recours à des esquisses préparatoires. Comme ces gardes appartiennent à une époque plus ancienne, il est possible que leurs portraits aient été copiés depuis un rouleau plus ancien. Les quatre gardes suivants (du quatrième ou septième dans le rouleau) présentent un trait relativement similaire, mais reposant sur une première esquisse aux lignes fines complétées ensuite par des coups de pinceau plus épais. De plus, les détails des visages sont plus marqués dans ces quatre portraits, notamment les narines, que dans les trois premiers gardes. Les deux dermiers portraits se distinguent par l’usage plus vigoureux du pinceau ainsi qu’un trait moins libre car suivant scrupuleusement les lignes préparatoires, donnant une impression de qualité moindre. Malgré ces différences stylistiques, il existe aussi des éléments récurrents dans tous les portraits, dont l’individualité des visages, le rendu naturaliste des chevaux et l’usage intensif de lignes fines.

## Postérité

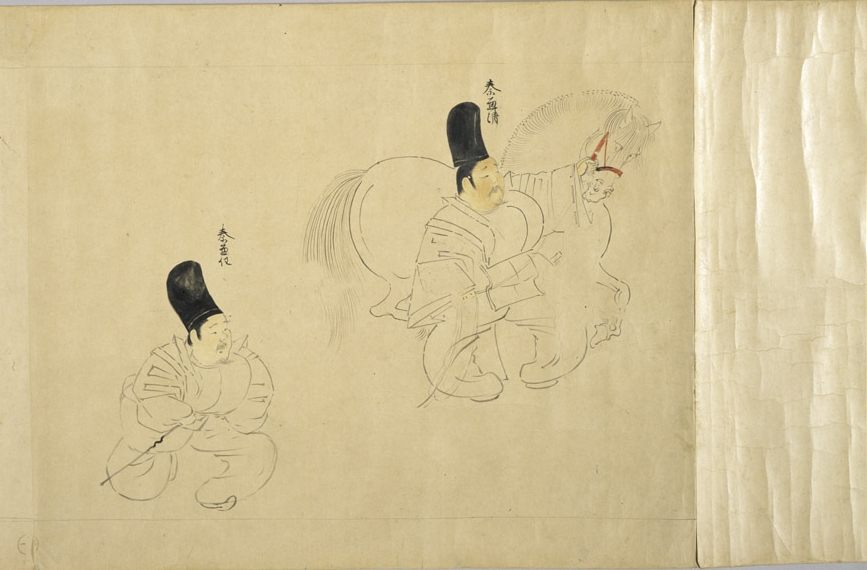
Les deux premiers portraits dans la version de Kanō Kazunobu datant du XIXe siècle.

L’emaki a été classé trésor national du Japon en 1953,.
Le musée national de Tokyo possède une copie du rouleau réalisée par Kanō Kazunobu (1816-1863) de l’école Kanō au XIXe siècle.